# Quartier de Javel

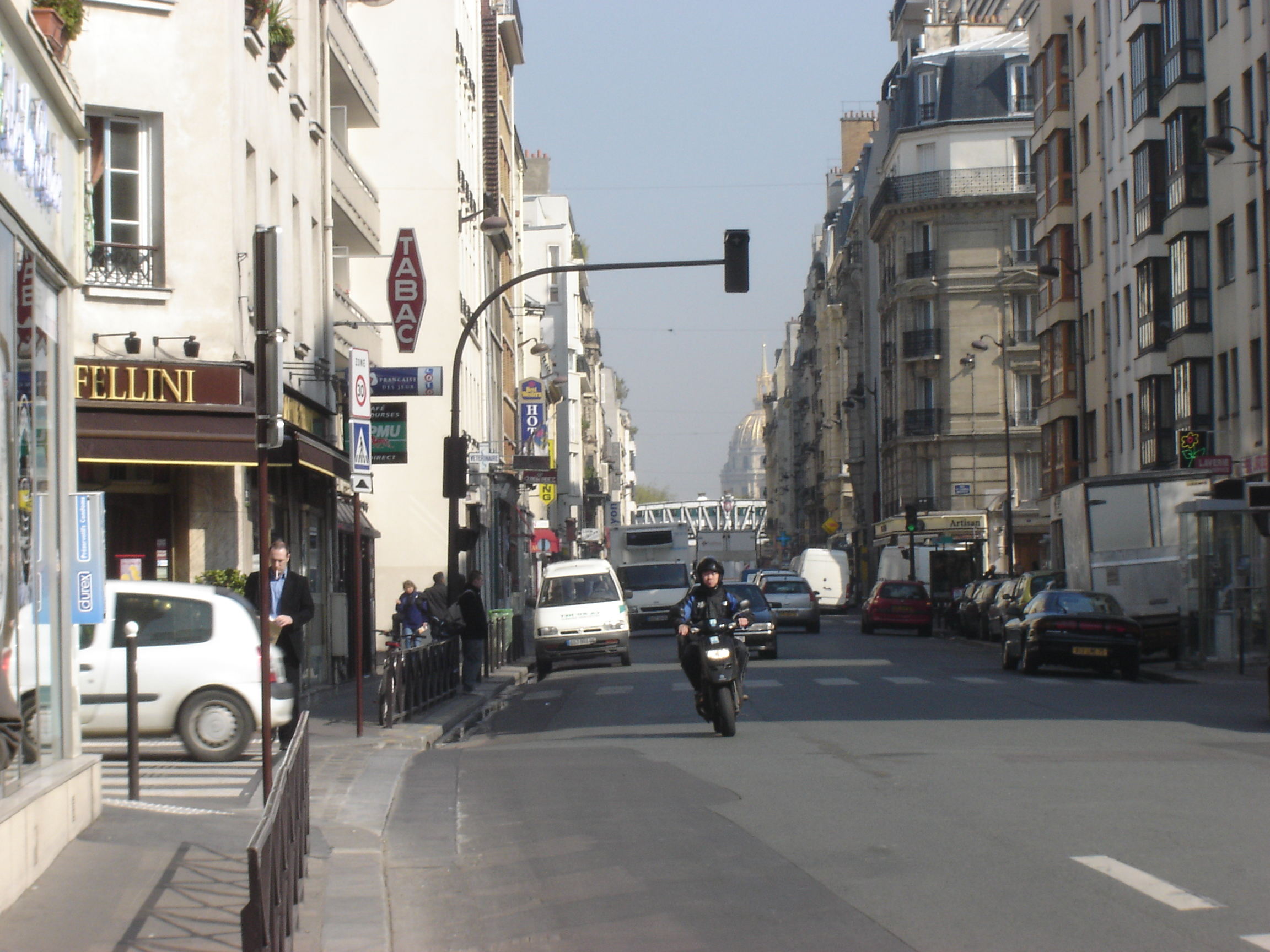
Rue de la Croix-Nivert

Quartier de Javel (čtvrť Javel) je 60. administrativní čtvrť v Paříži, která je součástí 15. městského obvodu. Má rozlohu 260,9 ha a ohraničují ji Boulevard périphérique na jihu, řeka Seina na západě, Rue Linois a Rue des Entrepreneurs na severu a Rue de la Croix Nivert, Rue Lecoubre, Boulevard Victor a Rue de la Porte d'Issy na východě.

## Historie
Čtvrť nese jméno bývalé vesnice Javel, která patřila původně k městu Issy-les-Moulineaux, v roce 1860 však byla připojena k Paříži. Javel byla tradičně průmyslovým centrem. Již v roce 1777 zde byla založena chemická továrna, ve které Claude Louis Berthollet (1748–1822) vyráběl chlorové bělidlo, kterému se říkalo „javelská voda“ (eau de Javel). Vedle chemického průmyslu se v této oblasti rozvíjel i automobilový průmysl, když zde v roce 1915 založil André Citroën svou automobilku. Ta zde fungovala až do roku 1968. V následujících letech byly tovární haly zbořeny a na jejich místě byl v roce 1992 otevřen parc André-Citroën. Rovněž zde byly vybudovány velké kancelářské budovy a ateliéry pro televizní společnosti, např. soukromý Canal+ nebo veřejnoprávní France Télévisions. Také zde má sídlo Generální ředitelství pro civilní letectví.

## Vývoj počtu obyvatel
| Rok sčítání | Počet obyvatel | Hustota zalidnění (ob./km²) |
| ----------- | -------------- | --------------------------- |
| 1954        | 48 480         | 18 582                      |
| 1962        | 46 323         | 17 755                      |
| 1968        | 45 906         | 17 595                      |
| 1975        | 45 055         | 17 269                      |
| 1982        | 44 776         | 17 162                      |
| 1990        | 47 352         | 18 149                      |
| 1999        | 49 092         | 18 816                      |